# Нетреба Василь Гаврилович
Васи́ль Гаври́лович Нетре́ба  (нар. 19 грудня 1902 (1 січня 1903) — пом. 29 листопада 1975) — радянський військовик, Герой Радянського Союзу (07.04.1940), генерал-майор (1944).

## Біографія
Народився 19 грудня 1902 (за новим стилем 1 січня 1903) року в селі Степанівка (нині в межах Борзнянського району Чернігівської області України) у селянській родині. Українець.
Закінчив середню школу, педагогічні курси.
У 1924 — 1927 роках служив у Червоній армії. В 1932 році знову призваний до лав РСЧА.

### Радянсько-фінська війна
30 листопада 1939 року розпочалася радянсько-фінська війна. Основного удару радянських військ на Карельському перешийку завдавали війська Північно-Західного фронту під командуванням командарма 1 рангу Тимошенко і члена військової ради Ленінградського військового округу Жданова, в склад якого увійшли 7-ма і 13-та армії.
5 грудня на головному рубежі Лінії Маннергейма розпочала наступ з метою форсування річки Тайпален-Йокі (зараз — річка Бурна) і розвитку успіху оперативна група командарма 2 рангу Грендаля, нашвидкуруч створена з 49-ї та 150-ї дивізій другого ешелону 13-ї армії. Але артилеристи, які через поспіх не встигли не тільки провести розвідку, але й вивести всі гармати на позиції, вели вогонь не по цілях, а по площах. Щільний вогонь добре замаскованих фінських вогневих точок привів до того, що атаки захлинулися, піхота зазнала великих втрат, були знищені або ушкоджені 35 танків зі 150, що брали участь в першому дні наступу. Наплавний міст саперам вдалося навести лише в смузі 19-го стрілецького полку. Батальйон лейтенанта Михайла Дударенка з цього полку провів розвідку боєм і виявив сильний укріпрайон противника. У ході сутички він знищив вогневі точки в районі населеного пункту Неоарі, забезпечивши тим самим підхід наших військ до переправи. Через два дні батальйон очолив форсування річки полком. Завдання було виконано — захоплений плацдарм в 2 км по фронту і 3,5 км в глибину, але комбат загинув смертю хоробрих.
6 грудня, взаємодіючи з батальйоном Дударенка, Тайпален-Йокі форсував батальйон капітана Нетреби зі складу 222-го полку 49-ї дивізії, що замінив на тайпаленському плацдармі пошарпаний 19-й полк. Командир батальйону вміло організував форсування річки і, закріпившись на ворожому березі забезпечував переправу інших частин дивізії.

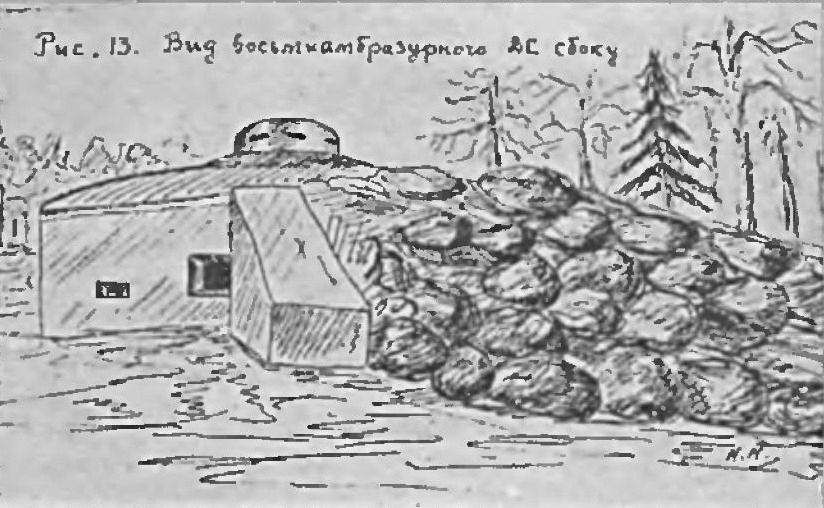
Ескіз фінського доту Sa-10. Замальовка виконана з натури офіцером РСЧА в 1939 році

13 грудня Нетреба з п'ятнадцятьма бійцями в нічному пошуку оволоділи двома ДОТами, які прикривали підходи до сильно укріпленого населеного пункту Теренттіля. Всі учасники цієї операції були нагороджені орденами або медалями «За відвагу», а Василь Гаврилович представлений до звання Героя Радянського Союзу.
Указом Президії Верховної Ради СРСР від 7 квітня 1940 року «за зразкове виконання бойових завдань командування на фронті боротьби з німецько-фашистськими загарбниками і проявлені при цьому відвагу і героїзм» капітану Нетребі Василю Гавриловичу було присвоєне звання Героя Радянського Союзу з врученням ордена Леніна і медалі Золота Зірка.
До квітня 1940 року майор Нетреба командував 674-м стрілецьким полком 150-ї стрілецької дивізії, яка діяла на крайньому правому фланзі 7-ї армії (потім 13-ї армії) в районі Тайпале. Полк брав участь у прориві першої і другої смуг Лінії Маннергейма, наступі на Виборг.
Після завершення фінської кампанії, Нетреба — командир 70-ї стрілецької дивізії (наказ НКО № 01674, 27.04.40 — 01.07.40). Потім навчався на Вищих стрілецько-тактичних курсах вдосконалення командного складу піхоти «Выстрел». Після закінчення, з листопада 1940-го по березень 1941-го року — командир 7-ї моторизованої кулеметно-артилерійської бригади.

### Німецько-радянська війна
Початок німецько-радянської війни підполковник Нетреба зустрів на радянсько-польському кордоні заступником командира 198-ї моторизованої дивізії 10-го механізованого корпусу.
3 липня 1941 року полковник Нетреба був призначений командиром 3-ї Ленінградської (Фрунзенської) дивізії народного ополчення (3 лдно, сформована 11.07.41, розформована 28.10.41, залишки особового складу передані в 67 сд).

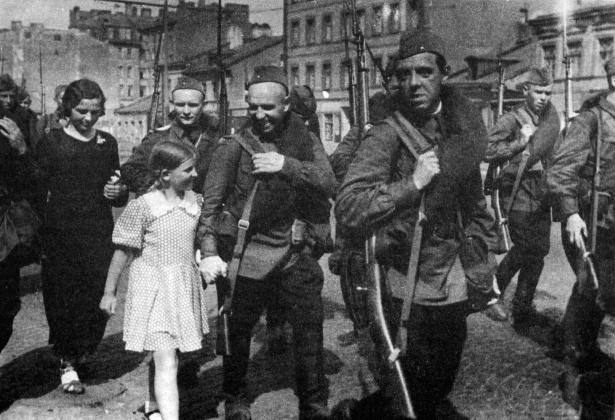
3-тя дивізія народного ополчення виступає на фронт (Ленінград, 1941)

28 липня дивізія в складі 7 тисяч добровольців прибула до Лодєйного Поля, звідки зробила марш на фронт, на рубіж річок Тулокси і Сяндеби, де і зайняла позиції в 15-кілометровій смузі по фронту. Почалися бої місцевого значення. Бойове хрещення бійці дивізії отримали, відбиваючи шведських добровольців, які здійснили спробу розвідки їх оборони боєм. 4 серпня при штурмі висоти 40 під Сяндебою повністю полягла під перехресним кулеметним вогнем одна рота 3-го Виборзького полку дивізії і важких втрат зазнала інша. Не раз ополченці знищували переодягнених у радянський однострій агентів противника, які проникали в порядки дивізії.
15 серпня (за іншими даними 1 вересня) на штаб дивізії здійснив наліт фінський диверсійно-розвідувальний загін — командир дивізії був важко поранений і передав управління полковнику З. Алексєєву.
1 вересня дивізії 6-го армійського корпусу фінів за підтримки артилерії, авіації і танків прорвали оборону сусідів 3-ї лдно — 719-го, 452-го стрілецьких полків та 3-й морської бригади і взяли Олонець, стрімко вийшли до річки Свір. Після захоплення противником Нурмолиці 3-тя дивізія потрапила в оточення. 6 вересня залишки дивізії, яка втратила зв'язок з командуванням, почали важкий 180-кілометровий двотижневий перехід до дороги Ленінград — Кіров. Прорватися з оточення змогли одиниці…
Після лікування в госпіталі В. Г. Нетреба знову на фронті. Командував стрілецької бригадою Північно-Західного фронту, яка билася в районі Старої Русси. Брав участь у Демянській (15-28 лютого 1943 р.), Старорусській (4-29 березня 1943 р.) наступальних операціях, наступі на Стару Руссу в серпні 1943 року.
3 червня 1944 Василю Гавриловичу Нетребі присвоєно військове звання генерал-майор. Він був призначений начальником бойової підготовки армії.
Після війни генерал-майор Нетреба закінчив Курси удосконалення командного складу (КУКС) при Військовій академії імені М. В. Фрунзе, був начальником училища, начальником відділу бойової підготовки військового округу. В 1960 році звільнений в запас.

Плита на похованні генерал-майора Нетреби В. Г. в колумбарії Новодівочого кладовища

Після звільнення жив у Москві. Помер 29 листопада 1975 року. Похований у колумбарії Новодівочого кладовища в Москві (секція 134).

## Нагороди
- Медаль «Золота Зірка» Героя Радянського Союзу (№ 386)
- Два Ордени Леніна
- Два Ордени Червоного прапора
- Два ордени Червоної Зірки